# Тихонов, Александр Иванович
Алекса́ндр Ива́нович Ти́хонов (2 января 1947, село Уйское, Колхозный район, Челябинская область) — советский биатлонист. Четырёхкратный олимпийский чемпион, серебряный призёр зимних Олимпийских игр 1968 года в Гренобле, одиннадцатикратный чемпион мира, пятнадцатикратный чемпион СССР, чемпион спартакиады СССР, обладатель Кубка СССР 1978 г. Президент (1996—2008), вице-президент (2008—2010) Союза биатлонистов России. Первый вице-президент Международного союза биатлонистов (2002—2009). Заслуженный мастер спорта СССР (1968). Член КПСС с 1975 года. Рекорд Тихонова по количеству золотых олимпийских медалей в биатлоне оставался непобитым до 2002 года, а по золотым медалям чемпионатов мира — до 2009 года.
Окончил Новосибирский техникум физической культуры (1968). Подполковник (внутренние войска МВД России).
Имеет 8 авторских свидетельств, в том числе по разработке и совершенствованию спортивного стрелкового оружия в соавторстве с Ижевским машиностроительным заводом (Ижмаш) (отдел М. Т. Калашникова).
В 1993 году в Колонном зале Дома Союзов в Москве состоялся первый съезд партии «Спортивная Россия», где Александр Тихонов принимал участие, был избран одним из четырёх сопредседателей. Однако партия «Спортивная Россия» не получила регистрацию в Министерстве юстиции РФ.
В октябре 1999 года баллотировался на пост губернатора Московской области, но не прошёл во второй тур. По результатам первого тура голосования он занял третье место, набрав чуть более 15 % голосов, после Геннадия Селезнёва (27 %) и Бориса Громова (20 %).
3 апреля 2008 года имя Тихонова было присвоено биатлонному центру с. Уват Тюменской области. 26 сентября 2008 г. в с. Уват открылся музей «А. И. Тихонов — легенда мирового биатлона».
Неоднократно оказывался в центре скандалов, иногда даже уголовных преследований. Тем не менее, серьёзных наказаний избежал.

## Биография
Родился в селе Уйское Уйского района Челябинской области. Отец — Иван Григорьевич, преподавал физкультуру в школе, был победителем областных соревнований среди сельских учителей в лыжных гонках, участник Великой Отечественной войны, был ранен. Мать — Нина Евлампиевна, тоже занималась лыжами, работала бухгалтером. В семье Тихоновых было четверо детей: Сергей, Владимир (умер), Виктор, старший — Александр.
В младенческом возрасте врачи поставили Саше страшный диагноз — врождённый порок сердца. До 3 лет он отставал в развитии от своих сверстников, А в пять с половиной лет маленький Саша умудрился упасть в котёл с кипятком, получил страшные ожоги и целый год провёл в больнице.
В 1995 году окончил Новосибирский государственный университет

### Спортивная карьера
Лыжами увлёкся в детстве, отлично проявлял себя в школе: в 1958 году ученик пятого класса Саша Тихонов выиграл свои первые лыжные гонки на приз газеты «Пионерская правда».
После школы отбыл в Челябинск и поступил в училище фабрично-заводского обучения (ФЗО). Два года отработал на Челябинском металлургическом заводе каменщиком огнеупорной кладки. При этом занятий лыжами не бросал, продолжая кататься зимними вечерами в парке.
Позже его пригласили в Новосибирск, где он учился в техникуме физической культуры, который окончил в 1968 году Здесь он занимался беговыми коньками, велосипедом, лыжами. После учёбы в этом учреждении служил в армии. В 1966 году выиграл 10 и 15 километров в соревнованиях юниоров. Эстафету он бежал уже в составе взрослой команды и там стал победителем. Таким образом, отобрался в лыжную сборную СССР.
Летом 1966 года повредил ногу и не поехал на сборы с лыжниками. Чтобы восстановиться, отправился в эстонское местечко Отепя, где тренировались биатлонисты. Ходил на костылях и практически не тренировался. В один из дней к нему подошёл старший тренер советской сборной по биатлону Александр Привалов и предложил пострелять:
«Пошли мы с ним на стрельбище. Винтовка Привалова (сам он ростом под 2 метра) была мне явно велика, однако пятью выстрелами я поразил пять мишеней. Сказалась любовь к охоте, которую мне привил отец».
Однако пробиться в сборную по биатлону было нелегко. Тихонову помогло расширение программы соревнований за счёт эстафеты: в эстафетную команду требовались в 1-ю очередь быстрые гонщики. Его сразу стали нарабатывать на 1-й этап, где он за счёт скорости мог отыграть возможные промахи на стрельбе.
На Олимпийских играх дебютировал в 1968 году. Подготовка к играм оказалась скомканной: едва приехав в олимпийскую деревню, Тихонов сильно простудился из-за того, что надел кроссовки в тёплую и мокрую погоду. С помощью тренера Анатолия Акентьева удалось сбить высокую температуру и выйти на старт индивидуальной гонки на 20 км. Тихонов стартовал самым первым и в итоге завоевал серебряную медаль, уступив в стрельбе норвежцу Магнару Сольбергу (2 промаха и проигрыш 50 секунд).
Однако главный старт для Тихонова — эстафета. Он бежал 1-й этап:
«Когда после стойки я уходил на дистанцию с кругом штрафа, то впереди меня шел какой-то швед (уже не помню фамилию). Помню, аж кровь в голову ударила. Вот, думаю, позор! Швед впереди русского! Откуда уж силы взялись — не знаю, но на оставшихся 2 километрах 200 метрах я выиграл у него больше 40 секунд.»
Преимущество сборной СССР в дальнейшем удержали и закрепили партнёры (разрыв — более 2-х минут). В итоге была завоёвана 1-я золотая олимпийская медаль в биатлоне для Тихонова.
В 1969 году Тихонов в вагоне-ресторане обезвредил опасного преступника, нанёсшего мужчине и женщине 16 ножевых ран. За что был награждён орденом Красной Звезды.
На Олимпиаде в Саппоро Тихонов снова бежит в эстафете на первом этапе. Первый огневой рубеж прошёл без осложнений. В стрельбе стоя заработал два штрафных круга, но уверенный в своих силах продолжил борьбу. Однако на одном из участков сломал одну лыжу и почти километр вынужден был бежать на одной лыже. Дитер Шпеер из команды ГДР, готовясь к своему этапу, увидел ковыляющего Александра и отдал ему свою лыжу, которая не вполне подходила Тихонову (размер креплений был другой). Затем запасной советской команды отдал подходящую лыжу. Бросившись в погоню, Тихонов сумел вернуться в лидирующую группу, но передал эстафету только девятым. Тем не менее, партнёры по команде вернули лидерство и завоевали золото.
В Олимпиаде в Инсбруке 1976 он также взял золото в эстафете. На этот раз Тихонов бежал последний этап, который прошёл безупречно. При этом Тихонов крайне неудачно выступил в индивидуальной гонке: перед последней стрельбой имел преимущество в 5 минут. На последней стрельбе он получил 6 минут штрафа за 3 промаха, и в итоге остался без медалей.
Серебряная медаль чемпионата мира 1979 года в индивидуальной гонке на 20 км позволила Тихонову получить право выступать на своей четвёртой Олимпиаде.
На открытии Олимпиады в Лейк-Плэсиде Тихонов нёс знамя олимпийской сборной СССР.
Сами соревнования ему не задались из-за простуды, что ставило вопрос о его неучастии в эстафете. Перед самой гонкой на совещании было всё же принято решение о участии Тихонова в старте. Он бежал 2-й этап, в острейшей борьбе с Клаусом Зибертом, заканчивает его на 1-й позиции. Усилия партнёров в итоге закрепили преимущество и принесли победу, 4-е подряд золото на олимпиадах для Тихонова.
После Олимпиады-80 завершил свои выступления в качестве гонщика, перейдя на тренерскую работу. В 1982 году Тихонов становится старшим тренером сборной молодёжной команды СССР по биатлону. С 1985 по 1987 — зам. председателя Новосибирского областного совета «Динамо», а с 1987 по 1990 год — тренер экспериментальной команды страны по биатлону.

### Спортивные достижения
- Четырёхкратный олимпийский чемпион, серебряный призёр зимних Олимпийских игр 1968 года в Гренобле.
- Одиннадцатикратный чемпион мира.
- Тринадцатикратный чемпион СССР по биатлону: Гонка 10 км (1975, 1976, 1977, 1978), гонка 20 км (1969, 1970, 1972, 1974), эстафета 4х7,5 км (1970, 1971, 1972, 1976, 1977).
- Чемпион и серебряный призёр первенства СССР по лыжным гонкам: Эстафета 4×10 км (1969).
- Двукратный победитель первенства СССР по биатлону среди юниоров в лыжных гонках (на 10 и 5 км), 1966 год.
- Чемпион спартакиады СССР.
- Обладатель Кубка СССР 1978 года.
- Единственный спортсмен-мужчина, сумевший выиграть золотые медали на 4 зимних Олимпиадах подряд.

## Предпринимательская деятельность
В конце 1980-х годов с группой бывших спортсменов в Новосибирске организовал советско-австрийское предприятие, специализировавшееся на приключенческом туризме (СП «Сибирский тур»). Однако после нескольких туров бизнес не пошёл. Тихонов начал продавать автомобили в советско-японском СП «Авто-сан». По соседству с «Авто-саном» располагался итальянский салон по продаже хлебопекарного оборудования. Тихонов поработал там на комиссионных, а вместо процентов взял подержанную пекарню.
С 1992 создаёт сеть коммерческих фирм под брендом «Тихонов и К» (партнёром по бизнесу стал И. Н. Шеленко, в прошлом — спортсмен, мастер спорта международного класса по конькобежному спорту). Сеть действовала в подмосковном городе Коломне, выпекала хлебные изделия и продавала их в фирменных магазинах. С 1996 г. «Тихонов и К» становится производителем зерновых в Ростовской области.
Другая компания — «Тихонов АЛ» (партнёры Д. И. Лобжанидзе, А. И. Чарковский — сын российского лыжника) — наладила в Москве мясное производство. В Зеленограде (с партнёром Е. И. Ходосом) было организовано производство рыбной продукции.
Позже на Центральном Ипподроме Москвы создан конно-спортивный «Клуб Тихонова». Данное увлечение настолько захватило Тихонова, что он стал участвовать на соревнованиях по преодолению препятствий и был избран вице-президентом Федерации конного спорта России. Также был учреждён Кубок Тихонова по конному спорту.

## Деятельность на посту президента СБР
С 1996 по 2008 — президент Союза биатлонистов России. В течение части этого срока Александр Тихонов отсутствовал в России, скрываясь от следствия по уголовному делу. На отчётно-выборной конференции 27 октября 2008 предложил избрать вместо себя известного предпринимателя Михаила Прохорова, после чего некоторое время занимал пост вице-президента СБР.
Последние годы пребывания Тихонова на посту президента, а затем вице-президента ознаменовались рядом скандалов:
- конфликты с тренерами и биатлонистами[12];
- скандал со спонсорскими контрактами[13];
- допинговый скандал 2009 года, когда сразу трое ведущих российских биатлонистов по результатам проб 2008 года были уличены в применении запрещённых препаратов[14].

Деятельность Тихонова резко критиковалась рядом спортсменов и функционеров. Так, олимпийская чемпионка по биатлону и лыжным гонкам Анфиса Резцова утверждает: «Александр Иванович очень уважаемый человек в биатлоне. Он умница, сделал очень много и для советского биатлона, и для российского. Но его время ушло. Ушло время, когда он мог диктовать всем свои условия и делать так, как он захочет».
.
В июле 2010 Тихонов подал в отставку с поста первого вице-президента СБР, аргументировав своё решение нежеланием работать с нынешним правлением, которое по его мнению является некомпетентным.
Резко выступал против применения допинга в российском биатлоне.
В последнее время ведёт блог на своем персональном сайте.

## Проблемы с законом

### Уголовное преследование
8 августа 2000 года Александр Тихонов и его брат Виктор были задержаны по подозрению в организации покушения на губернатора Кемеровской области Амана Тулеева. 10 августа 2000 года Александр Тихонов был арестован, а 11 августа 2000 года был арестован Виктор Тихонов, который дал признательные показания. Александр Тихонов свою причастность к делу отрицал. 24 сентября 2000 года мера пресечения Александру Тихонову была изменена на подписку о невыезде.
4 февраля 2001 года Александр Тихонов обратился с открытым письмом к президенту России В. В. Путину с просьбой вмешаться в расследование уголовного дела. Своё обращение к президенту Александр Тихонов объяснил тем, что следственные органы Новосибирска нарушают его гражданские права, не разрешая вылететь в Москву для проведения неотложной хирургической операции. В результате этого 5 марта 2001 года прокуратура Новосибирской области изменила меру пресечения Александру Тихонову, и ему было разрешено выехать в Москву для лечения. 20 апреля 2001 года было завершено расследование уголовного дела, однако к моменту начала судебных слушаний Александр Тихонов покинул Россию, скрывшись от правосудия, и предположительно находился в Австрии, где, по некоторым сведениям, прошёл операцию на ногах. В результате этого Александр Тихонов был объявлен в международный розыск, а его уголовное дело было выделено в отдельное производство. Виктор Тихонов 2 августа 2002 года был признан виновным и осуждён на 4 года лишения свободы. Суд установил, что Виктор Тихонов по поручению главы группы «Миком» Михаила Живило (партнёр Александра Тихонова по бизнесу) нашёл в Новосибирске киллеров и передал им аванс в размере 179 000 долларов.
В 2006 году Александр Тихонов вернулся в Россию. Возвращению способствовала телеграмма, которую он получил от Амана Тулеева 6 сентября 2005: «Уважаемый Александр Иванович, знаю Вас как известную в спорте России и мира личность, многократного чемпиона страны и планеты. Всегда гордился Вашими достижениями. Никогда не держал на Вас зла и не держу, неоднократно сообщал об этом через СМИ. Знаю, что вся вина лежит на Живило».
23 июля 2007 завершился суд, и Александр Тихонов был признан виновным в подготовке покушения на губернатора Кемеровской области Амана Тулеева; он был приговорён к трём годам тюрьмы, но затем освобождён прямо в зале суда по амнистии, объявленной в честь 55-летия Победы в Великой Отечественной войне. Сам Тихонов в последнем слове виновным себя не признал.

### Инцидент в храме
15 июля 2017 года оказался в центре скандала на своей малой Родине — селе Уйском Челябинской области, когда будучи, по мнению прихожан, в нетрезвом состоянии пришел забирать ранее подаренную им икону (в 2012 году) Святого Благоверного князя Александра Невского из храма Святого Апостола Иоанна Богослова, оскорбив при этом настоятеля храма, угрожая и причинив боль несовершеннолетней прихожанке, пытавшейся его сфотографировать. Чуть позже последовал комментарий самого бывшего биатлониста, который все обвинения в свой адрес отрицает.

## Семья
Первый брак был в 16 лет, пара быстро рассталась.
Вторая жена — Тихонова Любовь Александровна (1944—2021). Сыновья — Александр (1970 г. р.), адвокат, окончил юридический факультет Томского государственного университета, дети Юлия (1992 г.), Алина (1997 г.); Евгений (1973 г. р.), погиб, остались дочери Ксения и Вероника.
Третья жена — Тихонова Елена Викторовна (21.07.1957). Приемная дочь Полина(1983 г.р.).
Четвёртая жена — Адольф Мария Владимировна (1976 г.р.).
25.04.2020 г. у Александра Ивановича родился правнук Еремей, 06.02.2023 правнук Тимофей. 20.06.2023 г. родилась правнучка Анна.

## Награды и признание
- Орден Дружбы (1999)
- орден Ленина (9 апреля 1980)[28]
- орден Трудового Красного Знамени (1976)
- орден Красной Звезды (1969, за поимку особо опасного преступника[29])
- медаль «За трудовую доблесть» (3 марта 1972)
- медаль «За трудовое отличие» (1968)
- Медаль «За вклад в развитие Челябинской области» (7 февраля 2024) — за большой личный вклад в воспитание спортсменов высокого класса, развитие и популяризацию физической культуры и спорта, деятельность, способствующую процветанию Челябинской области и повышению её авторитета в Российской Федерации и за рубежом
- Кавалер Олимпийского Ордена Славы (февраль 1999).
- Мировая общественность в 1977 году назвала его «Мистер биатлон»[30].
- Признан легендой российского спорта в XX веке[31].
- Лауреат Международной спортивной премии «Золотой мангуст»
- Лауреат Российской премии Людвига Нобеля
- Орден Достоевского
- В 2022 году Тихонова приняли в Союз писателей России